# Blumau-Neurißhof
Blumau-Neurißhof osztrák község Alsó-Ausztria Badeni járásában. 2022 januárjában 1927 lakosa volt. 

## Elhelyezkedése

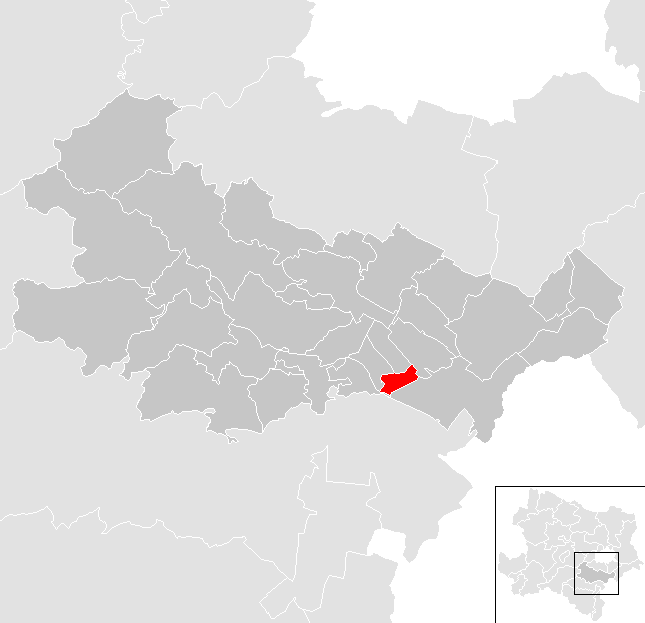
Blumau-Neurißhof a Badeni járásban

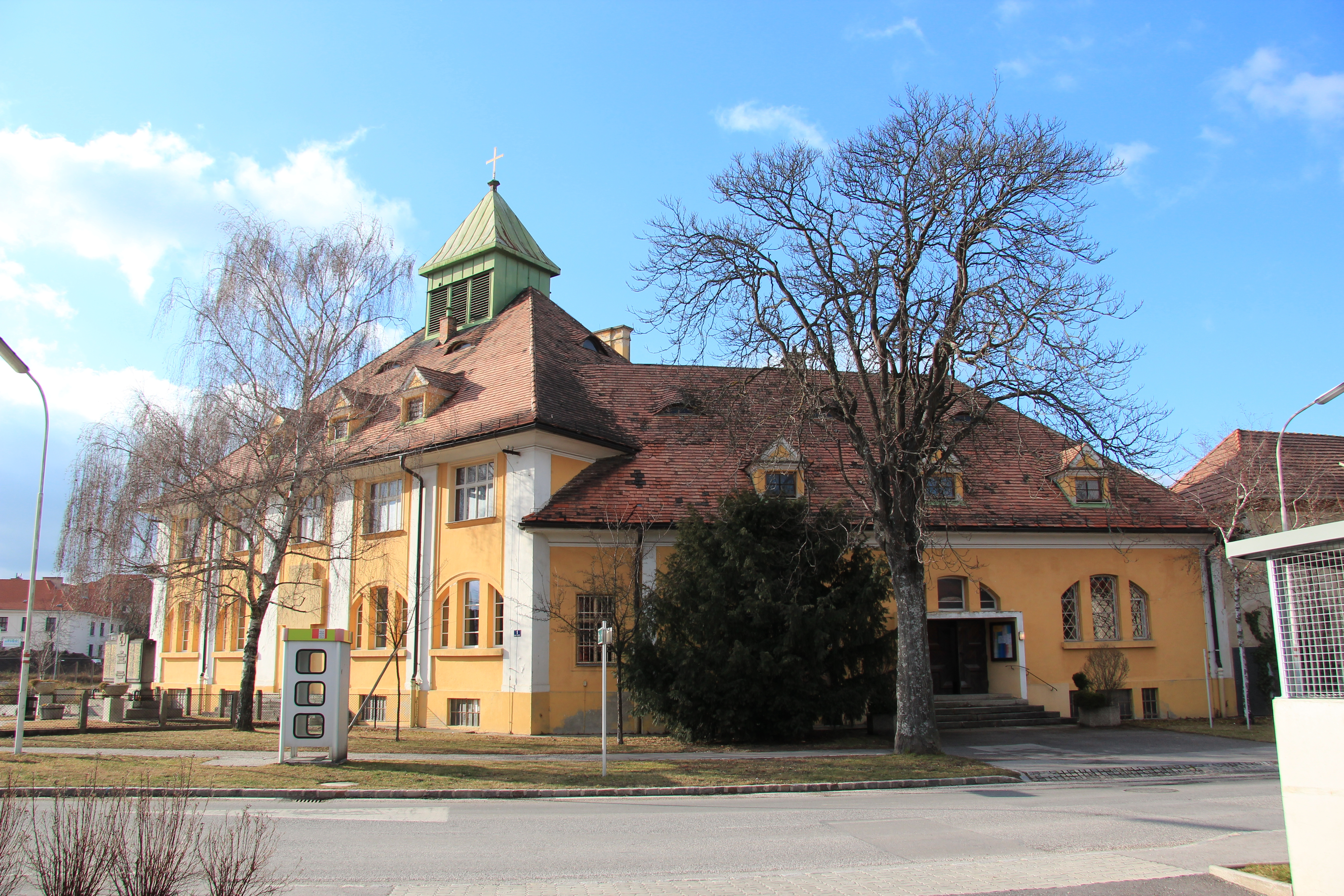
A Szt. József-plébániatemplom

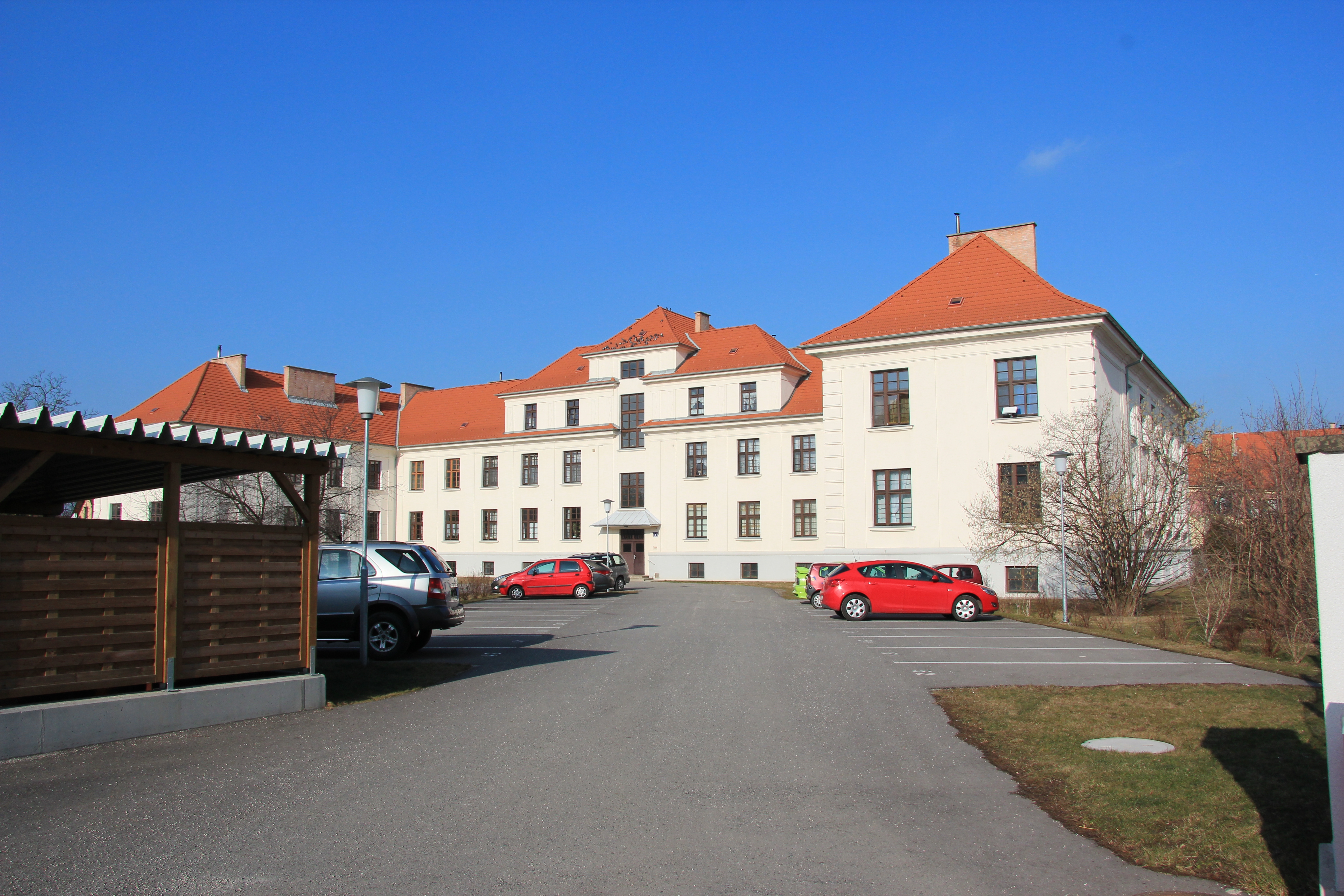
A volt Salvator-kaszárnya

Blumau-Neurißhof a tartomány Industrieviertel régiójában fekszik, a Piesting folyó mentén, a Bécsi-medencében. Területének jelentős része lezárt katonai gyakorlótér. Területének 12,9%-a erdő, 49,7% áll mezőgazdasági művelés alatt. Az önkormányzat két települést és településrészt egyesít: Blumaut és Neurißhofot.  
A környező önkormányzatok: délnyugatra Schönau an der Triesting, északnyugatra Günselsdorf, északra Teesdorf, északkeletre Tattendorf, délkeletre Pottendorf, délre Sollenau.

## Története
Blumaut 1380-ban említik először. Neurißhof a 18. században jött létre, amikor Mária Terézia idején betelepítésekkel próbáltak új falut alapítani. A szegényes talaj miatt jelentős előrelépés csak akkor történt, amikor az akkori földesúr, Peter von Braun jószágigazgatója, Anton Wittmann csatornaépítésekkel, erdősávok telepítésével termékennyé nem változtatta a földet.
1891-ben a Dynamite-Nobel Társaság lőgyapotgyárat létesített Blumauban, amelyet a hadsereg három évvel később államosított és jelentős fejlesztéseket hajtott végre; elkezdtek dinamitot és salétromsavat is gyártani. Az üzem védelmére két laktanyát építettek. Az első világháború idején a gyár alapvető fontosságú volt a Monarchia lőszerellátásában, ekkor 30 ezren dolgoztak itt. A háborút követően azonban gyors összeomlás következett be, csak egy 100 munkást foglalkoztató puskaporüzem folytatta a működését, a település lakossága pedig 2500-ra csökkent. 1922-ben az üzem felrobbant; 19-en életüket vesztették, és Blumauban szinte minden ház megsérült. Az Anschluss után ismét felfutott a termelés, de a második világháborút követően a szovjet megszállók leszerelték az üzem gépeit és elszállították a Szovjetunióba. 
1972-ben Blumau-Neurißhof a szomszédos Tattendorf, Günselsdorf és Teesdorf községekkel egyesülve megalapította Steinfelden nagyközséget, amely 1988-ban felbomlott és Blumau-Neurißhof ismét önállóvá vált. 

## Lakosság
A blumau-neurißhofi önkormányzat területén 2021 januárjában 1927 fő élt. A lakosságszám 1981 óta gyarapodó tendenciát mutat. 2020-ban az ittlakók 88,1%-a volt osztrák állampolgár; a külföldiek közül 2,1% a régi (2004 előtti), 3,3% az új EU-tagállamokból érkezett. 5,4% az egykori Jugoszlávia (Szlovénia és Horvátország nélkül) vagy Törökország, 1,2% egyéb országok polgára volt. 2001-ben a lakosok 59,7%-a római katolikusnak, 7,1% evangélikusnak, 2,4% ortodoxnak, 8,4% mohamedánnak, 20,3% pedig felekezeten kívülinek vallotta magát. Ugyanekkor 13 magyar élt a községben; a legnagyobb nemzetiségi csoportokat a németek (86,5%) mellett a törökök (4,2%), a szerbek (2,4%), a horvátok (2%) és a bosnyákok (1,2%) alkották.
A népesség változása:

| 2016 | 1 828 |
| 2018 | 1 840 |

## Látnivalók
- a Szt. József-plébániatemplom
- a volt laktanyák és tisztiszállások

## Fordítás
- Ez a szócikk részben vagy egészben  a   Blumau-Neurißhof című német Wikipédia-szócikk ezen változatának fordításán alapul.  Az eredeti cikk szerkesztőit annak laptörténete sorolja fel. Ez a jelzés csupán a megfogalmazás eredetét és a szerzői jogokat jelzi, nem szolgál a cikkben szereplő információk forrásmegjelöléseként.